# José A. Marcó del Pont
José A. Marcó del Pont (2 de julio de 1851-11 de julio de 1917) fue un abogado, funcionario, coleccionista, filatelista y numismático argentino, considerado uno de los "Padres de la Filatelia" por el ''Roll of Distinguished Philatelists'' en 1921.
Fue partidario de Bartolomé Mitre y estuvo a cargo de la Subsecretaría de Hacienda bajo la gobernación de Carlos Tejedor hasta 1880. Además trabajó en el Banco Sudamericano y más tarde en el Banco de la Provincia de Buenos Aires. Fue miembro fundador del Instituto Bonaerense de Numismática y Antigüedades (1872) y de la Junta de Historia y Numismática Americana, que posteriormente sería la Academia Nacional de la Historia de la República Argentina. De la Junta de Historia y Numismática Americana fue secretario y presidente. Durante su presidencia se realizó la primera reimpresión de "La Gazeta de Buenos Ayes" en formato facsímil, entre 1910 y 195 con motivo del centenario de la Revolución de Mayo.

## Obras
- Disertación sobre el fraude en los actos jurídicos: Cap. 2o., Tít. 2o., Sec. primera, Libro 2o., Código Civil. Buenos Aires: Imprenta de M. Biedma. 1875.
- Sellos postales de la República Argentina: emisión del 2 de enero de 1862 (1895).
- Catálogo general ilustrado de las estampillas fiscales emitidas en la Republica Argentina. Buenos Aires: Compañía Sud-Americana de Billetes de Banco. 1898.
- Los sobrecargos de los sellos postales de México (1903)
- El Correo Marítimo en el Río de La Plata. Buenos Aires: Compañía Sud-Americana de Billetes de Banco. 1913.
- Sellos "Rivadavia" 1864-1872. Buenos Aires: Compañía Sud-Americana de Billetes de Banco. 1909.
- La moneda de Tucumán 1820 –1824 (1915)
- Gaceta de Buenos Aires, 1810-1821. En 6 tomos. Reimpresión facsimilar dirigida por la Junta de Historia y Numismática Americana en cumplimiento de la Ley N.° 6286 y por resolución de la Comisión Nacional del Centenario de la Revolución de Mayo. Editores: A. Dellepiane, J. Marcó del Pont y J.A. Pillado. 1910 - 1915.
- Inconclusos quedaron: Historia de nuestros billetes de banco, La Moneda de Córdoba y la Historia del Correo Terrestre en el Río de la Plata.[3]